# دومینگو پرورنا
دومینگو پرورنا (اسپانیایی: Domingo Perurena‎؛ زادهٔ ۱۵ دسامبر ۱۹۴۳) دوچرخه‌سوار اهل اسپانیا است.
از باشگاه‌هایی که در آن رکاب زده‌است می‌توان به تیم دوچرخه‌سواری کاس اشاره کرد.
وی در مسابقات کشوری و بین‌المللی در مجموع برندهٔ ۱ مدال نقره شده‌است.